# IPad Air (prima generazione)
L'iPad Air di prima generazione, anche noto come iPad Air, è un tablet sviluppato e prodotto da Apple Inc. È stato presentato il 22 ottobre 2013 e messo in vendita il 1º novembre 2013 nei colori grigio siderale e argento. Il design ricorda quello del primo iPad mini ed è dotato di un processore A7 con architettura a 64 bit, insieme a un co-processore M7.

## Storia
L'iPad Air è stato presentato allo Yerba Buena Center for the Arts il 22 ottobre 2013, per poi essere rilasciato alla vendita il 1º novembre 2013.
Rappresenta il secondo modello di tablet di Apple dopo l'iPad introdotto nel 2010.

## Caratteristiche

### Software
L'iPad Air è stato introdotto sul mercato con iOS 7.0.3 ed è aggiornabile fino ad iOS 12.

### Processore
L'iPad Air possiede il processore A7 a 64 bit, presentato da Apple nel settembre 2013 assieme all'iPhone 5s. È presente anche il co-processore di movimento M7, che gestisce i dati dell'accelerometro, del giroscopio e della bussola. Esso alleggerisce il carico del processore primario e rende i rilevamenti molto più precisi, preservando il livello di carica della batteria.

### Fotocamera
L'iPad Air è dotato di una fotocamera posteriore da 5 MP, in grado di registrazioni video a 1080p, e di una fotocamera anteriore da 1,2 MP in grado di registrare video a 720p. Nonostante sia installato il processore A7, l'iPad Air non è in grado di registrare video in slow-motion.

### Estetica
L'estetica dell'iPad Air è notevolmente cambiata. È alto 1 mm in meno rispetto al suo predecessore, la cornice laterale è notevolmente diminuita e passa da 186 mm a 170 mm. Lo spessore si riduce a 7,5 mm passando dai 9,4 mm del modello precedente. Il dispositivo è anche più leggero: nel modello Wi-Fi raggiunge i 469 g, mentre quello Wi-Fi + Cellular raggiunge i 477 g.

## Colorazioni
| Colorazioni | Colorazioni     | Colorazioni |
| Retro       | Retro           | Fronte      |
| ----------- | --------------- | ----------- |
|             | Grigio siderale | Nero        |
|             | Argento         | Nero        |